# Świrydy (gromada)
Świrydy – dawna gromada, czyli najmniejsza jednostka podziału terytorialnego Polskiej Rzeczypospolitej Ludowej w latach 1954–1972.
Gromady, z gromadzkimi radami narodowymi (GRN) jako organami władzy najniższego stopnia na wsi, funkcjonowały od reformy reorganizującej administrację wiejską przeprowadzonej jesienią 1954 do momentu ich zniesienia z dniem 1 stycznia 1973, tym samym wypierając organizację gminną w latach 1954–1972.
Gromadę Świrydy z siedzibą GRN w Świrydach utworzono – jako jedną z 8759 gromad – w powiecie bielskim w woj. białostockim, na mocy uchwały nr 12/V WRN w Białymstoku z dnia 4 października 1954. W skład jednostki weszły obszary dotychczasowych gromad Świrydy, Zanie, Poletyły i Załuskie Koronne ze zniesionej gminy Brańsk oraz obszar dotychczasowej gromady Olendzkie ze zniesionej gminy Topczewo w tymże powiecie. Dla gromady ustalono 11 członków gromadzkiej rady narodowej.
31 grudnia 1959 gromadę Świrydy zniesiono włączając jej obszar do gromad Topczewo (wsie Świrydy i Olendzkie), Kalnica (wsie Załuskie Koronne i Poletyły oraz obszar lasów państwowych N-ctwa Bielsk Podlaski obejmujący oddziały 94—97) i Hodyszewo (wieś Zanie).